# Justin Turner
Justin Matthew Turner, född den 23 november 1984 i Long Beach i Kalifornien, är en amerikansk professionell basebollspelare som spelar för Boston Red Sox i Major League Baseball (MLB). Turner är tredjebasman och designated hitter.
Turner har tidigare spelat för Baltimore Orioles (2009–2010), New York Mets (2010–2013) och Los Angeles Dodgers (2014–2022).
Turner draftades av New York Yankees 2005 som 889:e spelare totalt, men inget kontrakt upprättades mellan parterna. Året därpå gick han igen i draften och blev då vald av Cincinnati Reds, som 204:e spelare totalt, och ett kontrakt signerades.
Turner har vunnit en World Series (2020). Under slutspelet 2017 utsågs han till mest värdefulla spelare (MVP) i finalen i National League, National League Championship Series (NLCS). Han har tagits ut till MLB:s all star-match två gånger (2017 och 2021). Han har vunnit en Roberto Clemente Award (2022).